# Сентервил (Мисисипи)
Сентервил (енгл. Centreville) град је у америчкој савезној држави Мисисипи.

## Демографија
По попису из 2010. године број становника је 1.684, што је 4 (0,2%) становника више него 2000. године.
| Група             | 2000.         | 2010.         |
| Белци             | 543 (32,3%)   | 392 (23,3%)   |
| Афроамериканци    | 1.133 (67,4%) | 1.289 (76,5%) |
| Азијати           | 0 (0,0%)      | 0 (0,0%)      |
| Хиспаноамериканци | 4 (0,2%)      | 5 (0,3%)      |
| Укупно            | 1.680         | 1.684         |